# Ctesias
Ctesias é um gênero monotípico de dermestídeo da tribo Megatomini.

## Espécies
- Ctesias dusmae  Beal, 1960